# Dr. Luigi
Dr Luigi est un jeu vidéo de puzzle développé par Nintendo SPD et Arika puis édité par Nintendo. Le jeu est sorti le 15 janvier 2014 en France sur le service de téléchargement de la Wii U.

## Accueil

### Critiques
| Publication      | Note       |
| ---------------- | ---------- |
| AN GameSpot      | 5 sur 10   |
| AN IGN           | 7,5 sur 10 |
| FR Gamekult      | 5 sur 10   |
| FR Jeuxvideo.com | 12 sur 20  |

L'accueil critique du jeu est mitigé. Pour Jeuxvideo.com, si Dr Luigi reprend les bases et le concept simple de Dr Mario qui ont fait son succès, il manque cependant de nouveautés et de prise de risque. Le site salue en revanche l'apparition d'un mode online (bien que peu de joueurs y soient connectés) ainsi que la personnalisation des parties en multijoueur.